# Lista de bandeiras de Timor-Leste
A seguir esta é uma lista de bandeiras de Timor-Leste

## Bandeira nacional
| Bandeira | Data                                    | Uso                     | Descrição |
| -------- | --------------------------------------- | ----------------------- | --- |
|          | 1975 (de facto) 2002-presente (de jure) | Bandeira de Timor-Leste | Um campo vermelho com o triângulo isósceles preto baseado no lado do mastro, ostentando uma estrela branca de cinco pontas no centro sobreposta ao triângulo amarelo maior, também baseado no lado do mastro, que se estende até o centro da bandeira. |

## Bandeiras militares
| Bandeira | Data | Uso                                          | Descrição |
| -------- | ---- | -------------------------------------------- | --------- |
|          |      | Bandeira das Forças de Defesa de Timor-Leste |           |

## Bandeiras históricas
| Bandeira | Data                                           | Uso | Descrição |
| -------- | ---------------------------------------------- | --- | --- |
|          | 1999–2002                                      | A Bandeira das Nações Unidas, utilizada por Timor-Leste sob a administração da ONU da Administração das Nações Unidas                                                                                    | |
|          | 1976-1999                                      | Bandeira da província de Timor Leste | |
|          | 1976-1999                                      | Bandeira da Indonésia utilizada pelo Governo provisório de Timor Oriental (1975-1976) durante a invasão indonésia e na província de Timor durante a ocupação indonésia subsequente Ocupação da Indonésia | |
|          | 28 de Novembro de 1975 - 7 de Dezembro de 1975 | Bandeira utilizada após a Declaração unilateral de independência | |
|          | 1965                                           | Proposta de 1965 de bandeira do Timor Português (nunca adotada) | |
|          | 1942–1945                                      | Bandeira do Japão usada durante a ocupação do Timor Português pelo Japão | |
|          | 1946                                           | Bandeira dos refugiados portugueses de Timor voada em Lisboa após a ocupação (1946) | |
|          | 1932                                           | 1932 proposta de bandeira do Timor Português (nunca adotada) | |
|          | 1910–1975                                      | Bandeira de Portugal, adotada em 1910, foi usada em Timor Português | |
|          | 1830–1910                                      | Bandeira nacional de Portugal, foi utilizada no Timor Português | |
|          | 1816–1830                                      | Bandeira de Portugal, utilizada no Timor Português | |
|          | 1750–1816                                      | Bandeira de Portugal, adotada em 1750, foi usada em Timor Português | |
|          | 1707–1750                                      | Bandeira de Portugal, adotada em 1707, foi usada em Timor Português | |
|          | 1702–1707                                      | Bandeira de Portugal, adotada em 1667, foi usada em Timor Português | |
|          | 1652–1702                                      | Statenvlag | |
|          | 1602-1702                                      | Bandeira do Príncipe | |
|          | 1293-1527                                      | Bandeira do Império Majapait | |
| Outros   |                                                | | |
|          | 1999–2000                                      | Bandeira do Aitarak | Uma bandeira da Indonésia de cabeça para baixo com as letras "AITARAK" (Tetum para espinhos). Esta modificação da bandeira é ilegal e é um delito punível na Indonésia. |
|          | 1986-2001                                      | Bandeira do Conselho Nacional da Resistência Maubere (por diante e por trás) | |